# Паредес-де-Нава
Паредес-де-Нава (ісп. Paredes de Nava) — муніципалітет в Іспанії, у складі автономної спільноти Кастилія-і-Леон, у провінції Паленсія. Населення — 2096 осіб (2010).
Муніципалітет розташований на відстані близько 210 км на північ від Мадрида, 18 км на північний захід від Паленсії.

## Демографія
Динаміка населення (INE ):